# Joerg Muenzner
Joerg Muenzner (Hamburgo, 14 de julho de 1960) é um ginete de elite austríaco, especialista em saltos, medalhista olímpico. 

## Carreira
Joerg Muenzner representou seu país nos Jogos Olímpicos de 1992, na qual conquistou a medalha de prata nos saltos por equipes em 1992 e prata no individual.